# Evangelický hřbitov v Návsí
Evangelický hřbitov v Návsí se nachází ve svahu nedaleko centra obce Návsí.
Hřbitov byl založen roku 1841.
Starší část hřbitova je ve vlastnictví Farního sboru Slezské církve evangelické a. v. v Jablunkově-Návsí; na církevní část hřbitova bezprostředně navazuje obecní část ve vlastnictví obce Návsí.
K významným osobnostem, pohřbeným na náveském hřbitově patří senior Franciszek Michejda, pastor Jan Winkler či herec Władysław Niedoba.

## Galerie

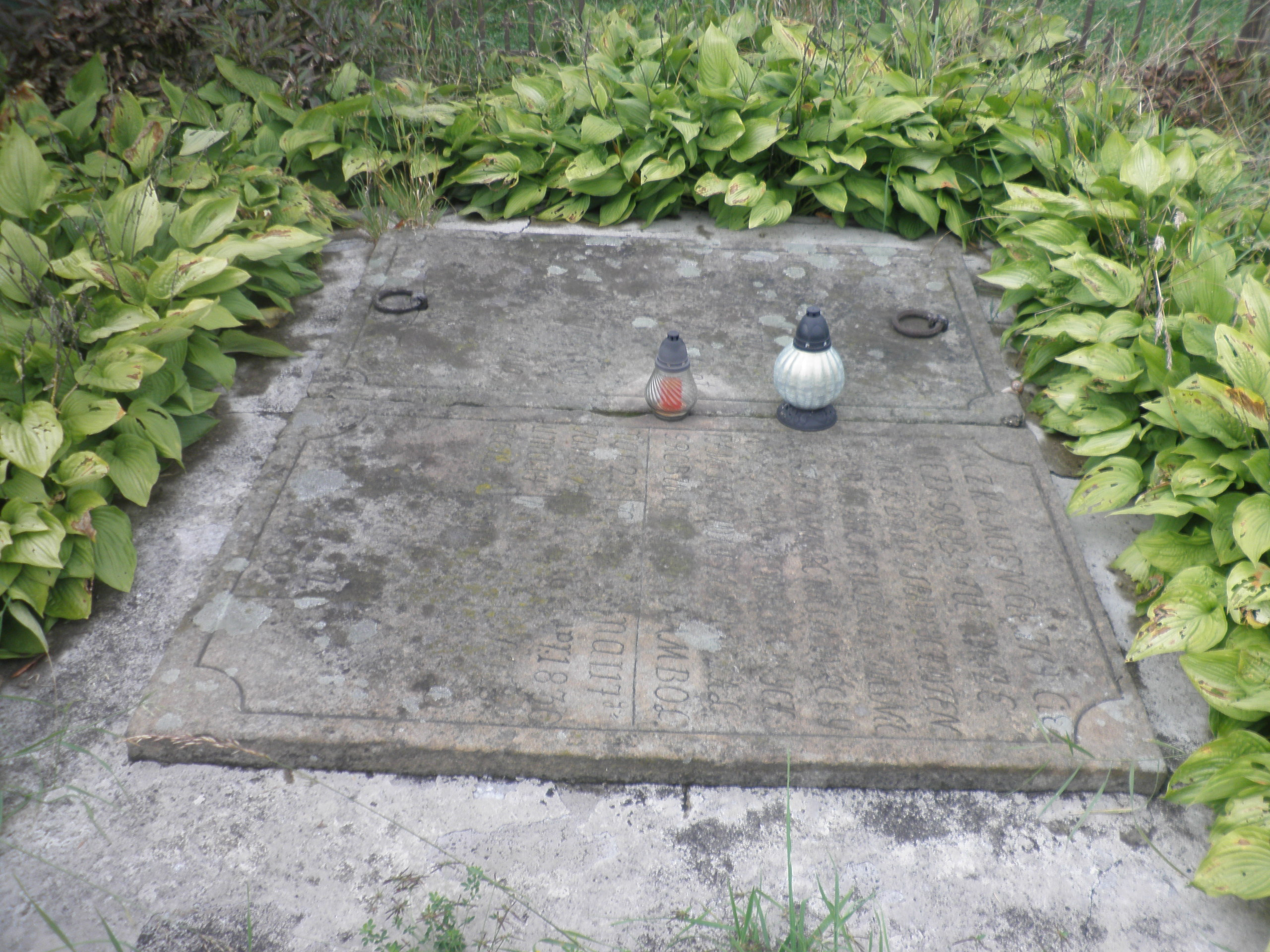
Hroby pastorské rodiny Winklerů (nejstarší dochované na náveském hřbitově)
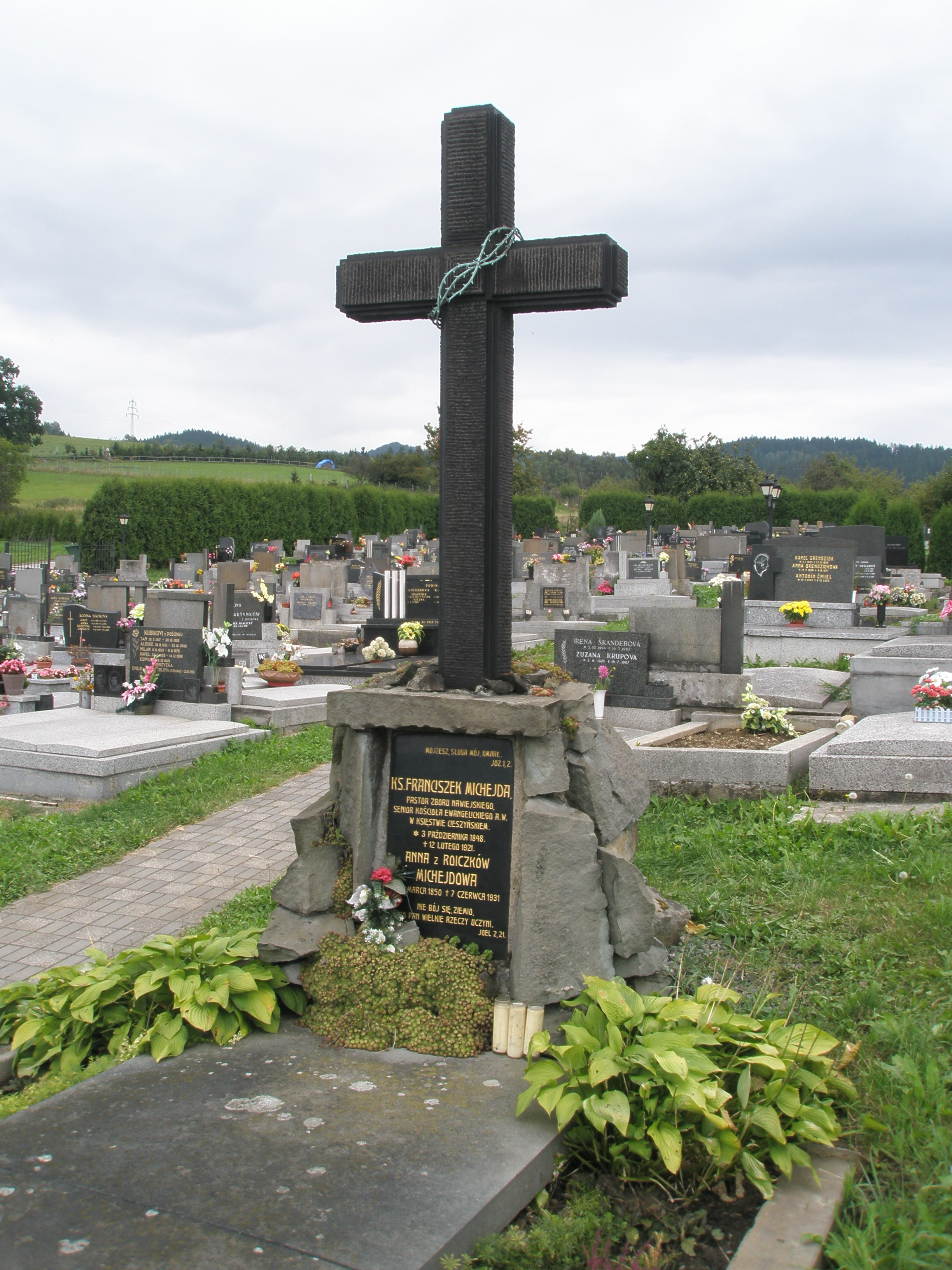
Hrob seniora Františka Michejdy
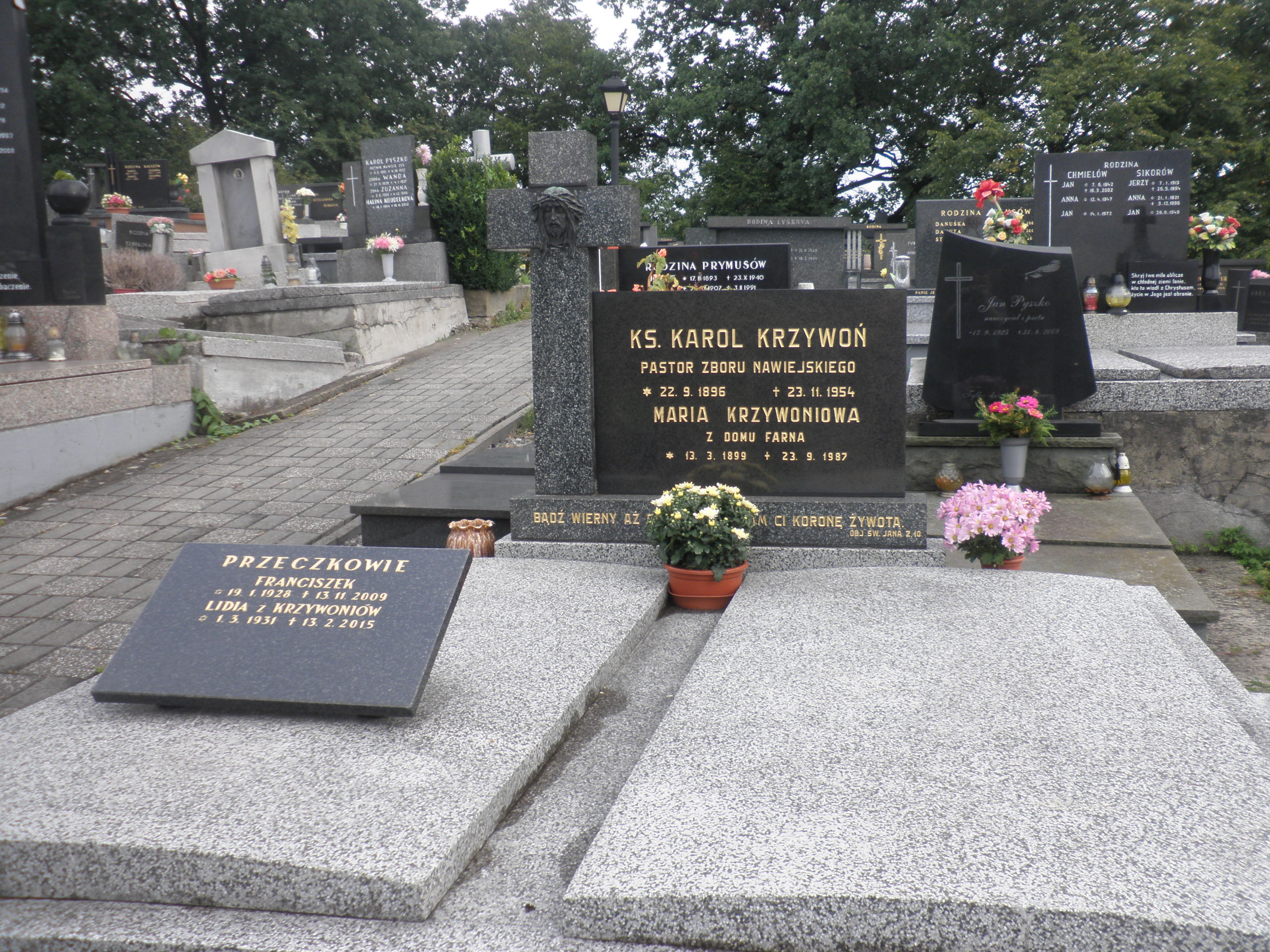
Hrob pastora Karola Krzywoně
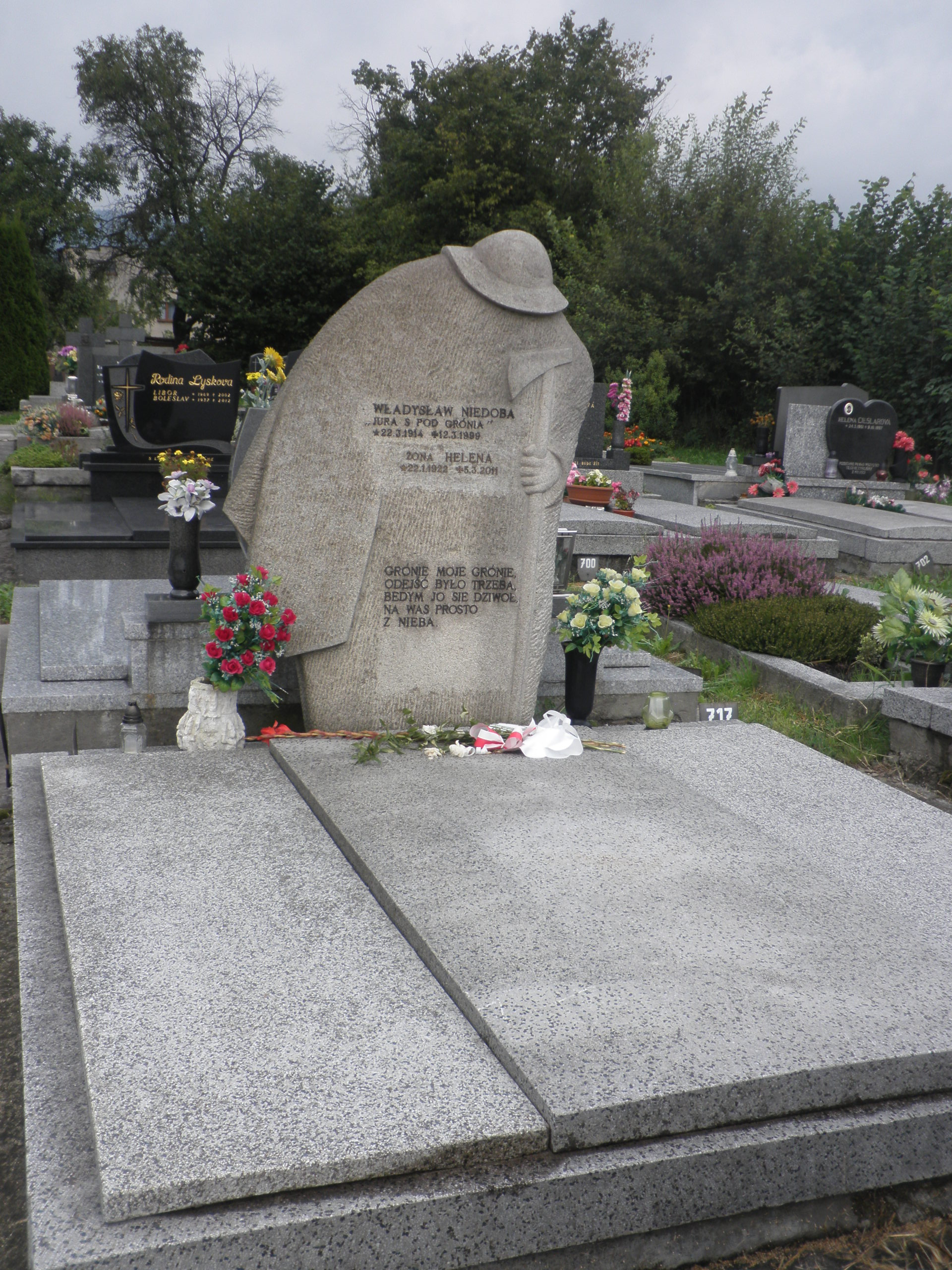
Hrob divadelníka Władysława Niedoby
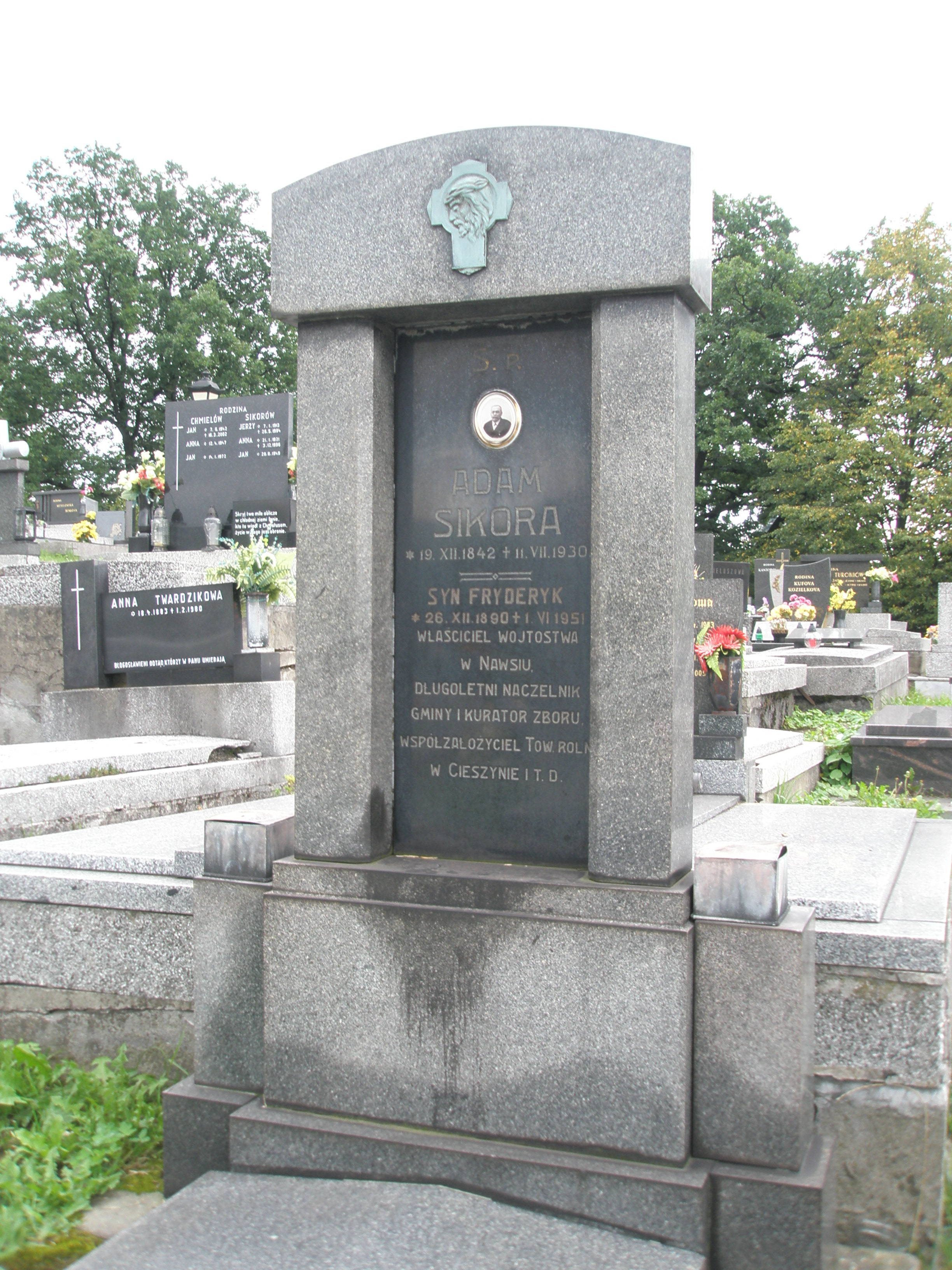
Hrob náveského fojta Adama Sikory